# Palomita de Poy
Palomita de Poy é como ficou popularmente conhecido um gol histórico anotado pelo futebolista argentino Aldo Pedro Poy, na partida Rosario Central 1 x 0 Newell's Old Boys, válido pelas semifinais do Campeonato Nacional de 1971, na Primeira Divisão da Argentina.
Este gol de Poy foi tão importante história do clássico rosarino, que em todo 19 de dezembro os torcedores do Rosario Central se juntam para celebrar. O gol é reproduzido pelos torcedores, e aquele que for eleito a "cópia mais fiel" do gol ganha um prêmio. Esta celebração rompeu as fronteiras de Rosário, passando para diferentes regiões da Argentina e até cruzando fronteiras nacionais. Em 1997, a celebração viajou para Cuba, onde na reinterpretação do objetivo mítico, onde o protagonista era Ernesto Guevara, filho mais novo de Che, famoso fã de Rosario Central. A celebração também foi levada a outros países, como os Estados Unidos (em 2000), Chile (em 2002), Espanha (em 2004) e Uruguai (em 2008).
Uma curiosidade é que um grupo de torcedores do Rosario Central fez uma apresentação dessa celebração ao Guinness Book of Records em 1995 para ser qualificado como o gol mais célebre da história do futebol. Até hoje, porém, esta petição nao foi aceita.

## A partida
Em 19 de dezembro de 1971, Poy disputou a semifinal lembrada do Torneio Nacional AFA no Estádio Monumental, onde sua equipe - Rosario Central - disputou a importante partida contra seu rival clássico: Newell's Old Boys. Ambas as equipes se encontraram pela primeira vez em uma instância decisiva na era profissional da AFA (ambas entraram em 1939).
Ele recebeu um cruzamento da segunda metade do jogo, quando o lateral-central uruguaio José Jorge González enviou um poderoso centro da direita. Poy deu um peixinho, batendo o zagueiro De Rienzo, vermelho e preto, e bateu a bola com a cabeça, batendo no goleiro Carlos Fenoy e marcando a final de 1 a 0.
Assim, o Rosario Central se classificou para a final do torneio argentino, onde seria campeão argentino pela primeira vez em sua história.

### Ficha da partida
| 1     | POR   | Norberto Menutti    |  |               |
| 4     | DEF   | José Jorge González |  | Daniel Killer |
| 2     | DEF   | Aurelio Pascuttini  |  |               |
| 6     | DEF   | Alberto Fanesi      |  |               |
| 3     | DEF   | Mario Killer        |  |               |
| 8     | MED   | Carlos Aimar        |  |               |
| 5     | MED   | Ángel Landucci      |  |               |
| 11    | MED   | Carlos Colman       |  |               |
| 10    | DEL   | Aldo Poy            |  |               |
| 7     | DEL   | Ramón Bóveda        |  | Miguel Bustos |
| 9     | DEL   | Roberto Gramajo     |  |               |
| D. T. | D. T. | Ángel Labruna       |  |               |

| 1     | POR   | Carlos Fenoy            |         |                 |
| 4     | DEF   | Víctor Hugo Jara        |         |                 |
| 2     | DEF   | Armando Garrido         |         |                 |
| 6     | DEF   | Ricardo De Rienzo       |         |                 |
| 3     | MED   | Juan Carlos Montes      |         |                 |
| 8     | MED   | José Demetrio Solórzano |         |                 |
| 5     | MED   | Santiago Santamaría     |         |                 |
| 11    | MED   | Ángel Silva             | Capitão |                 |
| 10    | DEL   | Alfredo Obberti         |         | Héctor Martínez |
| 7     | DEL   | Mario Zanabria          |         |                 |
| 9     | DEL   | Mario Mendoza           |         |                 |
| D. T. | D. T. | Miguel Antonio Juárez   |         |                 |

| Gol marcado | 54' | Aldo Pedro Poy |

| Árbitro | Arturo Andrés Ithurralde |

| 1     | POR   | Norberto Menutti    |  |               |
| 4     | DEF   | José Jorge González |  | Daniel Killer |
| 2     | DEF   | Aurelio Pascuttini  |  |               |
| 6     | DEF   | Alberto Fanesi      |  |               |
| 3     | DEF   | Mario Killer        |  |               |
| 8     | MED   | Carlos Aimar        |  |               |
| 5     | MED   | Ángel Landucci      |  |               |
| 11    | MED   | Carlos Colman       |  |               |
| 10    | DEL   | Aldo Poy            |  |               |
| 7     | DEL   | Ramón Bóveda        |  | Miguel Bustos |
| 9     | DEL   | Roberto Gramajo     |  |               |
| D. T. | D. T. | Ángel Labruna       |  |               |

| 1     | POR   | Carlos Fenoy            |         |                 |
| 4     | DEF   | Víctor Hugo Jara        |         |                 |
| 2     | DEF   | Armando Garrido         |         |                 |
| 6     | DEF   | Ricardo De Rienzo       |         |                 |
| 3     | MED   | Juan Carlos Montes      |         |                 |
| 8     | MED   | José Demetrio Solórzano |         |                 |
| 5     | MED   | Santiago Santamaría     |         |                 |
| 11    | MED   | Ángel Silva             | Capitão |                 |
| 10    | DEL   | Alfredo Obberti         |         | Héctor Martínez |
| 7     | DEL   | Mario Zanabria          |         |                 |
| 9     | DEL   | Mario Mendoza           |         |                 |
| D. T. | D. T. | Miguel Antonio Juárez   |         |                 |

| Gol marcado | 54' | Aldo Pedro Poy |

| Árbitro | Arturo Andrés Ithurralde |

## O gol dePoyna cultura popular
- O gol de Poy, motivou o escritor e humorista rosarino e fã do Rosario Central, Roberto Fontanarrosa, a escrever uma história de ficção chamada "19 de dezembro de 1971", que foi publicada em 1982, no livro Nada del otro Mundo. Neste conto, o autor descreve toda a viagem a Buenos Aires de um velho com os fãs do Rosario Central e as cenas mais importantes do jogo. A história termina com a morte de personagem central de uma parada cardíaca - produto de grande emoção - após o apito final do árbitro e a vitória de 1: 0 contra o rival de uma vida, que lhe deu o passe para a final do campeonato Nacional para a equipe auriazul.

- O renomado músico rosarino Lalo de los Santos compôs uma música em homenagem a este gol. A canção, intitulada "Vuela Aldo, vuela", foi lançada em seu álbum "Songs Rosario", de 1996.